# Llista de monuments d'Olèrdola
Llista de monuments inclosos en l'Inventari del Patrimoni Arquitectònic Català per al municipi d'Olèrdola (Alt Penedès). Inclou els inscrits en el Registre de Béns Culturals d'Interès Nacional (BCIN) amb la classificació de monuments històrics, els Béns Culturals d'Interès Local (BCIL) de caràcter arquitectònic i la resta de béns arquitectònics integrants del patrimoni cultural català.
| Monument                                      | Protecció      | Estil/època                          | Localització                                                                   | Coordenades                                          | Codi?         | Imatge |
| --------------------------------------------- | -------------- | ------------------------------------ | ------------------------------------------------------------------------------ | ---------------------------------------------------- | ------------- | --- |
| Església de Sant Miquel d'Olèrdola            | BCIN 165-MH    | Preromànic, romànic IX-X, XI-XII     | Olèrdola Ctra. C-244, km 2, castell d'Olèrdola                                 | 41° 18′ 09″ N, 1° 42′ 34″ E / 41.3025°N,1.709443°E   | RI-51-0000426 | Església de Sant Miquel d'Olèrdola · Vegeu més fotos d'aquest monument · Carregueu una nova foto d'aquest monument                   |
| Capella del Sant Sepulcre d'Olèrdola          | BCIN 166-MH-EN | Romànic XI                           | Olèrdola Ctra. C-244, km 39,8 a 900 m                                          | 41° 19′ 36″ N, 1° 43′ 42″ E / 41.326586°N,1.728204°E | RI-51-0003941 | Capella del Sant Sepulcre d'Olèrdola · Vegeu més fotos d'aquest monument · Carregueu una nova foto d'aquest monument                 |
| Castell d'Olèrdola                            | BCIN 1123-MH   | Romànic X-XI                         | Olèrdola                                                                       | 41° 18′ 06″ N, 1° 42′ 33″ E / 41.301636°N,1.709114°E | IPA-1241      | Castell d'Olèrdola · Vegeu més fotos d'aquest monument · Carregueu una nova foto d'aquest monument                                   |
| Torre de Moja                                 | BCIN 1124-MH   | Romànic X-XI                         | Olèrdola C. Te Deum, 3, Moja                                                   | 41° 19′ 35″ N, 1° 41′ 25″ E / 41.326284°N,1.690305°E | RI-51-0005564 | Torre de Moja (Olèrdola) · Vegeu més fotos d'aquest monument · Carregueu una nova foto d'aquest monument                             |
| Castellot de Barquera                         | BCIN 1125-MH   | Romànic Medieval                     | Olèrdola                                                                       | 41° 19′ 58″ N, 1° 44′ 18″ E / 41.332898°N,1.738272°E | RI-51-0005565 | Castellot de Barquera (Olèrdola) · Vegeu més fotos d'aquest monument · Carregueu una nova foto d'aquest monument                     |
| Torre de Viladellops                          | BCIN 1126-MH   | Romànic Medieval                     | Olèrdola Ctra. c-244, km 3,15 a 1 km, Viladellops                              | 41° 18′ 20″ N, 1° 44′ 11″ E / 41.305455°N,1.736515°E | RI-51-0005566 | Torre de Viladellops (Olèrdola) · Vegeu més fotos d'aquest monument · Carregueu una nova foto d'aquest monument                      |
| Ruïnes d'Olèrdola                             | BCIN 2058-ZA   | Romànic Ferro-ibèric, romà, X-XII    | Olèrdola Muntanya d'Olèrdola                                                   | 41° 18′ 14″ N, 1° 42′ 35″ E / 41.303836°N,1.709682°E | RI-55-0000012 | Ruïnes d'Olèrdola · Vegeu més fotos d'aquest monument · Carregueu una nova foto d'aquest monument                                    |
| Cal Bertranet                                 |                | Obra popular XVIII                   | Olèrdola Ctra. BV-2415, km 3,5                                                 | 41° 19′ 44″ N, 1° 45′ 17″ E / 41.328886°N,1.754856°E | IPA-2714      | Cal Bertranet (Olèrdola) · Vegeu més fotos d'aquest monument · Carregueu una nova foto d'aquest monument                             |
| La Torre Blanca                               |                | Renaixement                          | Olèrdola Ctra. C-244, km 39,8 a 2,8 km                                         | 41° 19′ 58″ N, 1° 44′ 00″ E / 41.332748°N,1.733236°E | IPA-2715      | La Torre Blanca (Olèrdola) · Vegeu més fotos d'aquest monument · Carregueu una nova foto d'aquest monument                           |
| Sant Joan de Viladellops                      |                | Romànic XIII                         | Olèrdola                                                                       | 41° 18′ 18″ N, 1° 44′ 07″ E / 41.304955°N,1.735243°E | IPA-2716      | Sant Joan de Viladellops (Olèrdola) · Vegeu més fotos d'aquest monument · Carregueu una nova foto d'aquest monument                  |
| Casa Francesc Tort, Cal Barber                |                | Modernisme XX                        | Olèrdola C. Sant Jaume, 5, Moja                                                | 41° 19′ 33″ N, 1° 41′ 27″ E / 41.325861°N,1.690927°E | IPA-2717      | Carregueu una nova foto d'aquest monument                                                                                            |
| Casa Batlle                                   |                | Modernisme, noucentisme XX           | Olèrdola C. de la Germandat, 1, Moja                                           | 41° 19′ 34″ N, 1° 41′ 29″ E / 41.326090°N,1.691281°E | IPA-2718      | Casa Batlle (Olèrdola) · Vegeu més fotos d'aquest monument · Carregueu una nova foto d'aquest monument                               |
| Can Torres de la Font Tallada                 |                | Obra popular                         | Olèrdola A 100 m del c. de Can Torres                                          | 41° 20′ 13″ N, 1° 44′ 29″ E / 41.336971°N,1.741340°E | IPA-2719      | Can Torres de la Font Tallada (Olèrdola) · Vegeu més fotos d'aquest monument · Carregueu una nova foto d'aquest monument             |
| L'Hostal Nou                                  |                | Obra popular, barroc XVIII           | Olèrdola Ctra. N-340, km 33,5 a 500 m, polígon industrial de Sant Pere Molanta | 41° 21′ 21″ N, 1° 43′ 40″ E / 41.355864°N,1.727815°E | IPA-2720      | L'Hostal Nou (Olèrdola) · Vegeu més fotos d'aquest monument · Carregueu una nova foto d'aquest monument                              |
| Capella de Santa Maria dels Albats            |                | Romànic XI                           | Olèrdola Ctra. C-244, km 2                                                     | 41° 18′ 18″ N, 1° 42′ 48″ E / 41.305015°N,1.713300°E | IPA-2721      | Capella de Santa Maria dels Albats (Olèrdola) · Vegeu més fotos d'aquest monument · Carregueu una nova foto d'aquest monument        |
| Capella de Sant Esteve de Moja                | BCIL 2008      | Romànic XI-XII                       | Olèrdola Pl. de l'Església, Moja                                               | 41° 19′ 34″ N, 1° 41′ 27″ E / 41.325978°N,1.690888°E | IPA-2724      | Capella de Sant Esteve de Moja (Olèrdola) · Vegeu més fotos d'aquest monument · Carregueu una nova foto d'aquest monument            |
| Cases de Ferran                               | BCIL 2008      |                                      | Olèrdola Barriada de Ferran, Sant Pere Molanta                                 | 41° 21′ 12″ N, 1° 44′ 23″ E / 41.353246°N,1.739592°E | IPA-2725      | Cases de Ferran (Olèrdola) · Vegeu més fotos d'aquest monument · Carregueu una nova foto d'aquest monument                           |
| Església parroquial de Sant Pere Molanta      | BCIL 2008      | Barroc XVIII                         | Olèrdola Pl. de l'Església, barriada de Cal Sadurní, Sant Pere de Molanta      | 41° 20′ 31″ N, 1° 44′ 38″ E / 41.341926°N,1.743839°E | IPA-2726      | Església parroquial de Sant Pere Molanta (Olèrdola) · Vegeu més fotos d'aquest monument · Carregueu una nova foto d'aquest monument  |
| Església parroquial de Sant Jaume de Moja     | BCIL 2008      | Historicisme XIX                     | Olèrdola Pl. de l'Església, Moja                                               | 41° 19′ 34″ N, 1° 41′ 26″ E / 41.326029°N,1.690648°E | IPA-2727      | Església parroquial de Sant Jaume de Moja (Olèrdola) · Vegeu més fotos d'aquest monument · Carregueu una nova foto d'aquest monument |
| Cal Sadurní                                   | BCIL 2008      | Eclecticisme XX                      | Olèrdola                                                                       | 41° 20′ 30″ N, 1° 44′ 38″ E / 41.341647°N,1.743868°E | IPA-2728      | Cal Sadurní (Olèrdola) · Vegeu més fotos d'aquest monument · Carregueu una nova foto d'aquest monument                               |
| Can Torrents de Ferran                        | BCIL 2008      | Obra popular XIX                     | Olèrdola Barriada de Ferran, Sant Pere Molanta                                 | 41° 21′ 12″ N, 1° 44′ 22″ E / 41.353462°N,1.739576°E | IPA-2729      | Can Torrents de Ferran (Olèrdola) · Vegeu més fotos d'aquest monument · Carregueu una nova foto d'aquest monument                    |
| Església parroquial de Sant Miquel d'Olèrdola | BCIL 2008      | Eclecticisme XIX                     | Olèrdola Pl. Sant Miquel Arcàngel, Sant Miquel d'Olèrdola                      | 41° 19′ 15″ N, 1° 43′ 23″ E / 41.320844°N,1.723°E    | IPA-2730      | Església parroquial de Sant Miquel d'Olèrdola · Vegeu més fotos d'aquest monument · Carregueu una nova foto d'aquest monument        |
| Masia Porroig                                 | BCIL 2008      | Neoclassicisme, modernisme XVIII-XIX | Olèrdola Ctra. N-340, km 33                                                    | 41° 21′ 31″ N, 1° 43′ 25″ E / 41.358617°N,1.723481°E | IPA-2731      | Masia Porroig (Olèrdola) · Vegeu més fotos d'aquest monument · Carregueu una nova foto d'aquest monument                             |
| Caves Hill                                    | BCIL 2008      | Modernisme XX                        | Olèrdola C. Bonavista, 2                                                       | 41° 19′ 24″ N, 1° 41′ 22″ E / 41.323196°N,1.689463°E | IPA-2732      | Caves Hill (Olèrdola) · Vegeu més fotos d'aquest monument · Carregueu una nova foto d'aquest monument                                |
| Sindicat Agrícola de Moja                     | BCIL 2008      | Noucentisme XX Inici                 | Olèrdola Av. de la Carrerada, Moja                                             | 41° 19′ 27″ N, 1° 41′ 38″ E / 41.324103°N,1.693973°E | IPA-2733      | Sindicat Agrícola de Moja (Olèrdola) · Vegeu més fotos d'aquest monument · Carregueu una nova foto d'aquest monument                 |
| Creu de terme de Moja                         |                | Obra popular XX Mitjan               | Olèrdola Entrada al poble de Moja per la ctra. BV-2119                         | 41° 19′ 37″ N, 1° 41′ 27″ E / 41.326904°N,1.690739°E | IPA-30624     | Creu de terme de Moja (Olèrdola) · Vegeu més fotos d'aquest monument · Carregueu una nova foto d'aquest monument                     |
| Forn de calç del Pouet                        |                | Obra popular                         | Olèrdola El Pouet                                                              | 41° 17′ 08″ N, 1° 41′ 36″ E / 41.28546°N,1.69328°E   | IPA-40596     | Carregueu una nova foto d'aquest monument                                                                                            |
| Forn de calç del Fondo de la Vall             |                | Obra popular                         | Olèrdola Fondo de la Vall                                                      | 41° 18′ 28″ N, 1° 42′ 27″ E / 41.30791°N,1.70757°E   | IPA-40597     | Forn de calç del Fondo de la Vall (Olèrdola) · Modifica el valor a Wikidata · Carregueu una nova foto d'aquest monument              |
| Forn de calç de Cal Marc                      |                | Obra popular                         | Olèrdola Camí de la Penya del Papiol, Cal Marc                                 | 41° 19′ 29″ N, 1° 44′ 56″ E / 41.324739°N,1.748818°E | IPA-40598     | Forn de calç de Cal Marc (Olèrdola) · Vegeu més fotos d'aquest monument · Carregueu una nova foto d'aquest monument                  |
| Forn de calç de Cal Castellví                 |                | Obra popular                         | Olèrdola Cal Castellví                                                         | 41° 18′ 09″ N, 1° 41′ 48″ E / 41.302613°N,1.696565°E | IPA-40599     | Forn de calç de Cal Castellví (Olèrdola) · Vegeu més fotos d'aquest monument · Carregueu una nova foto d'aquest monument             |
| Molí fariner d'en Coll                        |                | Obra popular XVIII-XIX               | Olèrdola Riera de Vilafranca                                                   | 41° 19′ 37″ N, 1° 42′ 37″ E / 41.326808°N,1.710242°E | IPA-40600     | Molí fariner d'en Coll (Olèrdola) · Vegeu més fotos d'aquest monument · Carregueu una nova foto d'aquest monument                    |
| Forn de calç del Fondo de la Seguera          |                | Obra popular                         | Olèrdola Camí Fondo de la Seguera                                              | 41° 18′ 48″ N, 1° 43′ 06″ E / 41.313279°N,1.718322°E | IPA-40601     | Forn de calç del Fondo de la Seguera (Olèrdola) · Vegeu més fotos d'aquest monument · Carregueu una nova foto d'aquest monument      |
| Pont del torrent de les Jonqueres             |                | Obra popular                         | Olèrdola Paratge del Torrent de les Jonqueres                                  |                                                      | IPA-46413     | Carregueu una nova foto d'aquest monument                                                                                            |
| Pont al paratge de la Parellada               |                | Obra popular                         | Olèrdola Paratge de la Parellada                                               | 41° 19′ 31″ N, 1° 42′ 55″ E / 41.32520°N,1.71525°E   | IPA-46414     | Carregueu una nova foto d'aquest monument                                                                                            |
| Femer de Can Porroig                          |                | Obra popular                         | Olèrdola Autopista AP-7, km 192                                                | 41° 21′ 33″ N, 1° 43′ 35″ E / 41.35921°N,1.72626°E   | IPA-49019     | Carregueu una nova foto d'aquest monument                                                                                            |
| Forn de calç de Mitjà Gran                    |                |                                      | Olèrdola Autopista AP-7, km 192                                                | 41° 21′ 33″ N, 1° 43′ 35″ E / 41.35921°N,1.72626°E   | IPA-53092     | Carregueu una nova foto d'aquest monument                                                                                            |